# Миколай-Поле (Новомиколаївська селищна громада)
Миколай-По́ле (колишня назва - Смудове) — село в Україні, у Новомиколаївській селищній громаді Запорізького району Запорізької області. Населення становить 73 осіб. До 2020 орган місцевого самоврядування — Софіївська сільська рада.

## Географія
Село Миколай-Поле знаходиться на лівому березі річки Верхня Терса, вище за течією на відстані 2,5 км розташоване село Софіївка, нижче за течією на відстані 1 км розташоване село Новогригорівка, на протилежному березі — село Новотерсянське (Синельниківський район). Через проходить автомобільна дорога Т 0408.

## Історія
1900 — дата заснування.
7 (20) листопада 1917 року, відповідно до Третього Універсалу Української Центральної Ради, увійшло до складу Української Народної Республіки.
12 червня 2020 року, відповідно до Розпорядження Кабінету Міністрів України від № 713-р «Про визначення адміністративних центрів та затвердження територій територіальних громад Запорізької області», увійшло до складу Новомиколаївської селищної громади.
19 липня 2020 року, в результаті адміністративно-територіальної реформи та ліквідації Новомиколаївського району, село увійшло до складу Запорізького району.

## Населення

### Мова
Розподіл населення за рідною мовою за даними перепису 2001 року:
| Мова            | Кількість | Відсоток |
| --------------- | --------- | -------- |
| українська      | 61        | 83.56%   |
| російська       | 6         | 8.22%    |
| білоруська      | 1         | 1.37%    |
| інші/не вказали | 5         | 6.85%    |
| Усього          | 73        | 100%     |